# Micrurus brasiliensis
Micrurus brasiliensis (бразильський короткохвостий кораловий аспід) — вид отруйних змій родини аспідових (Elapidae). Ендемік Бразилії.

## Поширення і екологія
Бразильські короткохвості коралові аспіди мешкають в штатах Баїя, Гояс, Мараньян, Токантінс і Мінас-Жерайс. Вони живуть на луках, в лісах і саванах серрадо, на висоті до 700 м над рівнем моря. Живляться амфісбенами та іншими зміями.